# Andrés Deleito
Andrés  Deleito, parfois écrit Andrés de Leito ou Leyto, est un peintre espagnol connu entre 1656 et 1663.

## Biographie
On ne sait rien de précis de la vie de ce peintre baroque espagnol. Une notice sommaire a été écrite sur lui par Ponz et Ceán Bermúdez à partir des quelques œuvres qu'il a signées. Ils écrivent son nom « de Leito ».
Il a vécu à Ségovie et Madrid. On connaît un testament de lui qu'il a signé le 11 juillet 1663. Il a travaillé au couvent San Francisco de Ségovie où il apeint des scènes de l'histoire franciscaine avec un certain Sarabia. Le musée du Prado possède une curieuse toile représentant l'Expulsion des marchands du Temple.
L'essentiel de sa production est constitué par des natures mortes. L'Institut Amatller d’Art Hispanique de Barcelonne représentant une Nature morte au poisson. Il s'est spécialisé dans le genre des vanités, somptueuses de couleur, proches du style d'Antonio de Pereda.